# Gilliamsen Peak
Gilliamsen Peak är en bergstopp i Antarktis. Den ligger i Västantarktis. Argentina, Chile och Storbritannien gör anspråk på området. Toppen på Gilliamsen Peak är 847 meter över havet, eller 42 meter över den omgivande terrängen. Bredden vid basen är 0,92 km.
Terrängen runt Gilliamsen Peak är kuperad åt nordväst, men åt sydost är den platt.  Trakten är obefolkad. Det finns inga samhällen i närheten. 